# Kevin Maurer
Kevin Maurer (1973) è un giornalista e scrittore statunitense.

## Biografia e istruzione
Nato nel 1973, Kevin Maurer si è laureato in giornalismo presso la Old Dominion University di Norfolk, in Virginia.

## Carriera
Da nove anni Maurer ha seguito come giornalista i corpi d'élite. Nel 2003 ha seguito i paracadutisti dell'82ª Divisione Aviotrasportata in Iraq durante l'inizio dell'invasione.
Si è recato sei volte in Afghanistan per seguire le forze speciali. Nel 2004 ha trascorso un mese con le squadre delle forze speciali in varie basi. Nel 2005 si recò in Afghanistan due volte per coprire nuovamente i paracadutisti dell'82ª Divisione Aviotrasportata e all'inizio di quest'anno è stato integrato con la divisione in Iraq
Nel 2006 ha trascorso un mese in Africa orientale, ed altri diversi periodi in Iraq e Haiti. È autore di almeno sei libri e di numerosi scritti sulle missioni speciali.

## Opere
- No Hero: Storia di un Navy SEAL (No Hero: The Evolution of a Navy SEAL, 2014)
- Gentlemen Bastards (Gentlemen Bastards, 2013)
- Hunting Che (Hunting Che, 2013)
- No Way Out (No Way Out: A Story of Valor in the Mountains of Afghanistan, 2012)
- No Easy Day: il racconto in prima persona dell'uccisione di Bin Laden (No Easy Day: The Firsthand Account of the Mission that Killed Osama bin Laden, 2012)
- Lions of Kandahar (Lions of Kandahar, 2011)
- Valleys of Death (Valleys of Death, 2010)

## Premi
- Premio Pulitzer